# Comuna Băneasa, Giurgiu
Băneasa este o comună în județul Giurgiu, Muntenia, România, formată din satele Băneasa (reședința), Frasinu, Pietrele și Sfântu Gheorghe.

## Așezare
Comuna se află în sudul județului, pe o terasă înaltă a Dunării, la izvoarele râului Gurbanu. Este străbătută de șoseaua națională DN41, care leagă Daia de Oltenița. Între Băneasa și Pietrele, din acest drum se ramifică șoseaua județeană DJ413, care duce spre nord la Mihai Bravu. Prin comună trece și calea ferată București-Giurgiu, pe care este deservită de halta de călători Tabanu (aflată lângă satul Frasinu) și de stația Băneasa Giurgiu.

## Demografie
Componența etnică a comunei Băneasa
     Români (90,22%)
     Alte etnii (0,15%)
     Necunoscută (9,63%)
Componența confesională a comunei Băneasa
     Ortodocși (88,05%)
     Adventiști (1,61%)
     Alte religii (0,41%)
     Necunoscută (9,93%)
Conform recensământului efectuat în 2021, populația comunei Băneasa se ridică la 4.601 locuitori, în scădere față de recensământul anterior din 2011, când fuseseră înregistrați 5.227 de locuitori. Majoritatea locuitorilor sunt români (90,22%), iar pentru 9,63% nu se cunoaște apartenența etnică. Din punct de vedere confesional, majoritatea locuitorilor sunt ortodocși (88,05%), cu o minoritate de adventiști (1,61%), iar pentru 9,93% nu se cunoaște apartenența confesională.

## Politică și administrație
Comuna Băneasa este administrată de un primar și un consiliu local compus din 13 consilieri. Primarul, Ion-Viorel Rotaru[*], de la Partidul Național Liberal, este în funcție din 2012. Începând cu alegerile locale din 2024, consiliul local are următoarea componență pe partide politice:
|  | Partid                          | Consilieri | Componența Consiliului | Componența Consiliului | Componența Consiliului | Componența Consiliului | Componența Consiliului | Componența Consiliului | Componența Consiliului | Componența Consiliului | Componența Consiliului | Componența Consiliului |
|  | ------------------------------- | ---------- | ---------------------- | ---------------------- | ---------------------- | ---------------------- | ---------------------- | ---------------------- | ---------------------- | ---------------------- | ---------------------- | ---------------------- |
|  | Partidul Național Liberal       | 10         |                        |                        |                        |                        |                        |                        |                        |                        |                        |                        |
|  | Partidul Social Democrat        | 2          |                        |                        |                        |                        |                        |                        |                        |                        |                        |                        |
|  | Alianța pentru Unirea Românilor | 1          |                        |                        |                        |                        |                        |                        |                        |                        |                        |                        |

## Istorie
La sfârșitul secolului al XIX-lea, comuna făcea parte din plasa Marginea a județului Vlașca și era formată din satele Băneasa-Sfântu Gheorghe, Băneasa Hagiului și Băneasa-Brăiloiu, având în total 860 de locuitori. În comună existau o școală mixtă cu 50 de elevi (din care 14 fete) și o biserică. La acea vreme, pe teritoriul actual al comunei mai funcționau în aceeași plasă și comunele Frasinu și Pietrele. Comuna Frasinu formată numai din satul de reședință, avea 655 de locuitori, o biserică și o școală mixtă cu 17 elevi (dintre care 3 fete), iar comuna Pietrele, cu satele Meletie și Pietrele, avea 1213 locuitori, două biserici și o școală cu 23 de elevi.
Anuarul Socec din 1925 consemnează cele trei comune în plasa Călugăreni a aceluiași județ, comuna Băneasa având 1448 de locuitori în satul Băneasa, comuna Frasinu având 1230 de locuitori în satele Frasinu și Sfântu Gheorghe. iar comuna Pietrele 1917 locuitori în aceleași sate.
În 1950, comunele au fost transferate raionului Giurgiu din regiunea București. În 1968, au trecut la județul Ilfov. Tot atunci, comunele Frasinu și Pietrele au fost desființate, satele lor trecând la comuna Băneasa; satul Meletie a fost și el desființat și comasat cu satul Băneasa. În 1981, o reorganizare administrativă regională a dus la transferarea comunei la județul Giurgiu.

## Monumente istorice
Șapte obiective din comuna Băneasa sunt incluse în lista monumentelor istorice din județul Giurgiu ca monumente de interes local. Patru din ele sunt situri arheologice: așezarea din Epoca Fierului din „Dealul lui Coadă” (0,5 km est de satul Băneasa); tellul neolitic (cultura Boian) de „la Gorgana” pe o terasă de la nord de gârla Comasca de lângă Pietrele; o altă așezare neolitică aparținând culturii Gumelnița aflată la jumătatea distanței între satele Pietrele și Puieni (comuna Prundu); și situl de la „Valea Cacoviei” (1,5 km de marginea satului Sfântu Gheorghe către Băneasa), sit ce cuprinde urme de așezări din Epoca Bronzului, perioada Latène și din secolele al IX-lea–al X-lea.
Celelalte trei sunt clasificate ca monumente de arhitectură: biserica „Adormirea Maicii Domnului” (1908–1910) din Băneasa; biserica „Sfântul Nicolae” (1858) din Frasinu; și biserica „Adormirea Maicii Domnului” (1865) din Pietrele, aflată la ieșirea din sat spre Puieni.